# 中国共产党中央委员会
中国共产党中央委员会，简称中共中央，在中国共产党内和中华人民共和国境内也简称党中央或中央，是中国共产党全国代表大会产生的中国共产党最高权力机关。
现任的第二十屆中央委員會共有委員203人。中央委員主要包括党和国家领导人；中共中央直属机构正部级主要负责人；国务院下属机构正部级主要负责人；全国人大常委会、全国政协常委会机关主要负责人；国家监察委员会、最高人民法院、最高人民检察院常务副职；中央军委和中国人民解放军正战区级主要领导；各省、自治區、直轄市黨委書記及政府首长；各人民团体主要负责人等。另外，部分重要央企负责人、副战区级将领亦可提名为中央委员会正式成员。
中央委員都有權提名中国共产党中央政治局的成員。另外尚有候補委員171人，中央候补委员也可参与中央委員會，但只有發言權而無表決權。當中央委員因故出缺時，候補委員可以依得票數的高低來遞補中央委員。
中国共产党中央委员会自1927年中国共产党第五次全国代表大会起设置，取代此前的中国共产党中央执行委员会。2020年，《中国共产党中央委员会工作条例》頒布。

## 职权
根据《中国共产党中央委员会工作条例》，中国共产党中央委员会在中国共产党全国代表大会闭会期间，行使下列职权：
1. 召集全国代表大会，决定全国代表大会代表的名额和选举办法；讨论中央委员会向全国代表大会的报告、中央纪律检查委员会向全国代表大会的报告、党章修正案，并决定提请全国代表大会审查和审议。必要时决定召开党的全国代表会议，决定全国代表会议代表的名额和产生办法。
2. 选举产生中央领导机构和中央委员会总书记，通过中央书记处成员，决定中央军事委员会组成人员，批准中央纪律检查委员会全体会议选举产生的常务委员会和书记、副书记；增选、增补中央领导机构成员，增补中央书记处成员、中央军事委员会组成人员。
3. 听取和讨论中央政治局工作报告。
4. 讨论和决定关系党和国家事业发展全局的重大问题。
5. 讨论决定国家主席、副主席推荐人选，全国人大常委会、国务院、全国政协、中央军事委员会、国家监察委员会、最高人民法院、最高人民检察院领导人员推荐人选。
6. 决定递补中央委员会委员；决定或者追认给以中央委员会委员、候补委员撤销党内职务、留党察看或者开除党籍的处分。
7. 讨论和决定党治国理政、管党治党中其他重大问题和事项。

## 机构设置
《中国共产党工作机关条例》规定，党的工作机关“主要包括办公厅（室）、职能部门、办事机构和派出机关。”根据《党和国家机构改革方案》，除办公厅外，中共中央设置职能部门6个、办事机构10个、派出机关4个，另有直属事业单位9个。
除中国共产党中央军事委员会以外，中国共产党第二十届中央委员会设置下列机构（如无特别注明，均为正部级单位）：

### 中央政治局
根据《中国共产党章程》，“中央政治局和它的常务委员会在中央委员会全体会议闭会期间，行使中央委员会的职权。中央书记处是中央政治局和它的常务委员会的办事机构；成员由中央政治局常务委员会提名，中央委员会全体会议通过。”

### 工作机关
- 中国共产党中央委员会办公厅

#### 职能部门
- 中国共产党中央委员会组织部
- 中国共产党中央委员会宣传部
- 中国共产党中央委员会统一战线工作部
- 中国共产党中央委员会对外联络部
- 中国共产党中央委员会社会工作部
- 中国共产党中央委员会政法委员会

（中央组织部保留国家公务员局牌子。中央宣传部加挂国务院新闻办公室、国家新闻出版署（国家版权局）、国家电影局牌子。中央统一战线工作部保留国务院侨务办公室和国家宗教事务局牌子。）

#### 办事机构
- 中共中央政策研究室
- 中央国家安全委员会办公室
- 中央网络安全和信息化委员会办公室
- 中央军民融合发展委员会办公室
- 中共中央港澳工作办公室
- 中共中央台湾工作办公室
- 中央财经委员会办公室
- 中央外事工作委员会办公室
- 中央机构编制委员会办公室
- 中央金融委员会办公室

（中央政策研究室加挂中央全面深化改革委员会办公室牌子。中央全面依法治国委员会办公室设在司法部。中央审计委员会办公室设在审计署。中央教育工作领导小组秘书组设在教育部。中央网络安全和信息化委员会办公室与国家互联网信息办公室一个机构两块牌子。中共中央台湾工作办公室与国务院台湾事务办公室一个机构两块牌子。中央机构编制委员会办公室接受中央组织部统一领导。中央金融委员会办公室与中央金融工作委员会合署办公。中央科技委员会办公室设在科技部。）

#### 派出机关
- 中国共产党中央委员会中央和国家机关工作委员会
- 中国共产党中央委员会香港工作委员会
- 中国共产党中央委员会澳门工作委员会
- 中央人民政府驻香港特别行政区维护国家安全公署（副部级）

（中共中央金融工作委员会与中央金融委员会办公室合署办公。中共中央香港工作委员会与中央人民政府驻香港特别行政区联络办公室，中共中央澳门工作委员会与中央人民政府驻澳门特别行政区联络办公室，一个机构两块牌子，列入中共中央直属机关序列。中央人民政府驻香港特别行政区维护国家安全公署，列入中共中央直属机关序列。）

### 直属事业单位
- 中国共产党中央委员会党校
- 中国共产党中央委员会党史和文献研究院
- 《人民日报》社
- 《求是》杂志社（副部级）
- 《光明日报》社（副部级）
- 中国浦东干部学院（副部级）
- 中国井冈山干部学院（副部级）
- 中国延安干部学院（副部级）
- 中央社会主义学院

（中共中央党校与国家行政学院，一个机构两块牌子。中共中央党史和文献研究院加挂中共中央编译局牌子。）

### 直属机关的下属机构
- 中央档案馆（副部级），由中央办公厅管理
- 中央保密委员会办公室（副部级），由中央办公厅管理
- 中央密码工作领导小组办公室（副部级），由中央办公厅管理

## 规章制度

### 任期
中央委員會每屆委员任期五年。中国共产党全國代表大會如果提前或延期舉行，它的任期相應地改變。中央委員會委員和候補委員必須有五年以上的黨齡。中央委員會委員和候補委員的名額，由全國代表大會決定。中央委員會委員出缺，由中央委員會候補委員按照得票多少依次遞補。
中央委員會全體會議由中央政治局召集，每年至少舉行一次。中央政治局向中央委員會全體會議報告工作，接受監督。在全國代表大會閉會期間，執行全國代表大會的決議，領導黨的全部工作，對外代表中國共產黨。中央委員會在黨的全國大會前後期間內，是黨的最高機關，在政治上、組織上指導黨的一切工作。各中央委員不得在中央委員會以外對任何人發表與中央委員會決定違反的意見，亦不得有任何相違反的行動。
|                                            | 第二十二条 党的中央委员会每届任期五年。全国代表大会如提前或延期举行，它的任期相应地改变。中央委员会委员和候补委员必须有五年以上的党龄。中央委员会委员和候补委员的名额，由全国代表大会决定。中央委员会委员出缺，由中央委员会候补委员按照得票多少依次递补。 中央委员会全体会议由中央政治局召集，每年至少举行一次。中央政治局向中央委员会全体会议报告工作，接受监督。 在全国代表大会闭会期间，中央委员会执行全国代表大会的决议，领导党的全部工作，对外代表中国共产党。 |
| ——《中国共产党章程》（2022年10月22日通过） | |

### 民主集中制
1921年中国共产党建党后，一开始就把列宁的民主集中制作为党的根本组织原则。中国共产党是按照民主集中制原则组织起来，由中央、地方、基层各级组织构成的一个严密的统一整体，党的基层组织是这个组织体系的基础。中央领导人的讲话多数是中央批转，让下面传达贯彻。全党必须坚持个人服从组织、少数服从多数、下级组织服从上级组织、全党服从党的全国代表大会和中央委员会的原则。党员在讨论党的政策和理论问题的过程中应当自觉同党中央保持高度一致，不得公开发表与党的基本理论、基本路线、基本纲领和基本经验相违背的观点和意见。。地方各級黨委常委會定期向全委會報告貫徹落實中央和上級黨委決策部署、全委會決議執行和廉潔從政等情況，全委會採取討論、評議等形式，對常委會工作進行評價。

### 新闻发布制度
2020年10月30日，中共中央召开首场新闻发布会，介绍十九届五中全会精神。中共中央宣传部副部长、中华人民共和国国务院新闻办公室主任徐麟在会上明确表示，中共中央已正式建立新闻发布制度。这一制度创新旨在通过定期发布重要信息、解读重大政策，加强中共中央与社会各界的沟通，标志着中国共产党新闻发布机制迈入制度化、规范化新阶段。发布会重点围绕"十四五"规划建议等核心议题展开解读，体现了新闻发布工作与中国发展战略的深度结合。

## 历任主要负责人

### 中国共产党中央局书记
- 陈独秀（1921年7月23日－1922年7月23日）

### 中国共产党中央执行委员会委员长
- 陈独秀（1922年7月23日－1925年1月11日）

### 中国共产党中央委员会总书记
- 陈独秀（1925年1月11日－1927年8月7日）
  - 瞿秋白（1927年8月7日-1928年6月，临时中央政治局常委）
- 向忠发（1928年7月19日－1931年6月22日）
  - 周恩来（1928年11月-1930年6月，中央常会会秘书长）
  - 李立三（1930年6月-1930年9月，中央常会会秘书长）
  - 瞿秋白（1930年9月至1931年1月，中央政治局委员）
  - 王明（1931年6月－1931年9月15日，代理）
- 博古（1931年9月15日－1935年1月15日）
  - 张闻天（1935年1月15日－1943年3月20日，中央政治局总负责人）
  - 毛泽东（1935年1月15日－1943年3月20日，中央政治局常委）

### 中国共产党中央政治局主席
- 毛泽东（1943年3月20日－1945年6月11日）

### 中国共产党中央委员会主席
- 毛泽东（1945年6月19日－1976年9月9日）
- 华国锋（1976年10月7日－1981年6月28日）
- 胡耀邦（1981年6月29日－1982年9月12日）

### 中国共产党中央委员会总书记
- 胡耀邦（1982年9月12日－1987年1月16日）
  - 赵紫阳（1987年1月16日－1987年11月1日，代理）
- 赵紫阳（1987年1月16日－1989年6月24日）
- 江泽民（1989年6月24日－2002年11月15日）
- 胡锦涛（2002年11月15日－2012年11月15日）
- 习近平（2012年11月15日－现任）